# Faucompierre
Faucompierre is een gemeente in het Franse departement Vosges in de regio Grand Est. De gemeente maakt deel uit van het arrondissement Épinal en sinds 22 maart 2015 van het op die dag opgerichte kanton La Bresse. Daarvoor was Faucompierre onderdeel van het kanton Remiremont.

## Geografie
De oppervlakte van Faucompierre bedraagt 2,5 km², de bevolkingsdichtheid is 89,6 inwoners per km².
De onderstaande kaart toont de ligging van Faucompierre met de belangrijkste infrastructuur en aangrenzende gemeenten.

## Demografie
Onderstaande figuur toont het verloop van het inwonertal (bron: INSEE-tellingen).